# 20855 Arifawan
20855 Arifawan è un asteroide della fascia principale. Scoperto nel 2000, presenta un'orbita caratterizzata da un semiasse maggiore pari a 2,2761970 UA e da un'eccentricità di 0,1684077, inclinata di 3,47470° rispetto all'eclittica.